# Real Audiência de Charcas

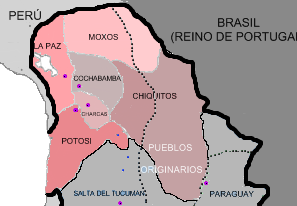
Alto Peru em cores vermelhas, divisões administrativas durante o Vice-reino do Rio da Prata (1783)

A Audiência e Chancelaria Real da Prata dos Charcas, conhecida simplesmente como Audiência de Charcas, era o mais alto tribunal da Coroa Espanhola na zona conhecida como Alto Peru (hoje Bolívia). Até 1776, foi parte do Vice-reino do Peru, logo foi parte do Vice-Reino do Rio da Prata. O vice-rei do Peru a anexou a seu vice-reino em 1810. Teve sua sede na cidade de La Plata, chamada também Chuquisaca ou Charcas (Sucre desde 1839). 
Desde a criação da Intendência de Chuquisaca em 1782, o presidente da Real Audiência era também o governador intendente da mesma. 

## Presidentes da Audiência
- Pedro Ramírez de Quiñones (1559 - 1572)
- Lope Díez Aux de Armendáriz (1573 - 1577)
- Antonio González (1578 - 1580)
- Juan de Matienzo (1580)
- Juan López de Cepeda (1580 - 1602)
- Alonso Maldonado de Torres (1602 - 1610)
- Diego de Portugal (1610 - 1627)
- Martín de Egües (1627 - 1632)
- Juan de Carabajal y Sande (mayo de 1632 - 1635)
- Juan de Lizárazu y Recain (marzo de 1635 - 1642)
- Dionisio Pérez Manrique de Lara, marquês de Santiago (1642 - 1647)
- Francisco de Nestares Marín (1647 - 1656)
- Pedro Vázquez de Velasco (1661 - 1670)
- Bartolomé de Salazar (1670 - 1673)
- Bartolomé González de Póveda (1673 - 1685)
- Diego de Mejia (1685 - )
- Francisco Domínguez (1695 - 1698)
- José Boneu (1702)
- José Antonio de la Rocha y Carranza, marquês de Villarocha (1704)
- Francisco Pimentel y Sotomayor (1706)
- Jorge Manrique de Lara ( - 1723)
- Gabriel Antonio Matienzo (1723 - 1725)
- Francisco de Herboso y Luza (1725 - 1732)
- José Francisco de Herrera (1728)
- Ignacio Antonio Hermenegildo de Querejazu y Mollinedo (1730)
- José Gabriel de Jauregui y Aguirre (1738)
- Nicolás Jiménez de Lobatón y Azaña, marquês de Rochafuerte (1746 - 1757)
- Juan Francisco Pestaña y Chumacero (1757 - 1766)
- Juan Martínez de Tineo (1767-1769)
- Ambrosio de Benavídes (1769 -1777)
- Agustín de Pinedo Fernández de Valdivieso (1777-1780)
- Ignacio Flores (1781-1785)
- Vicente de Gálvez y Valenzuela (1786 - 1790)
- Joaquín del Pino y Rosas Romero Negrete (1790 - 1797)
- Ramón García León y Pizarro (1797 - 12 de julio de 1809)
- Vicente Nieto de las Viñas e García Sánchez de Valencia y González (30 de setiembre de 1809 - 1810)
- José Pascual de Vivero y Salaverria (1816 - 1818)
- Rafael Maroto e Ysern (1818 - 1824)
- Pedro Antonio de Olañeta (1824 - 1825)
- Antonio Vigil (1825)